# 東部防衛司令部

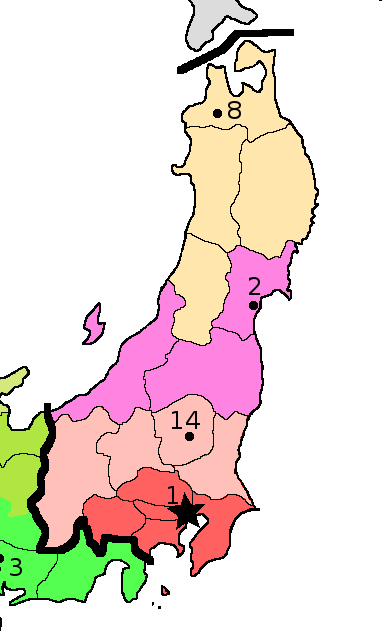
東部防空管区 1937年から1940年。星印が司令部の所在地。色と数字は師管（師団の管轄地）

東部防衛司令部（とうぶぼうえいしれいぶ）は、1935年から1940年まで、東北・関東・中部地方の一部の防空のために東京に設けられた日本陸軍の組織である。1937年までは防衛計画を策定するだけで、1937年からは防空の指揮と、首都周辺の警備を任務とした。1940年に東部軍司令部に改組して廃止された。

## 東部防衛司令部の設置
防衛司令部は、日本ではじめて防空のために設けられた司令部組織である。当初は防空に関する計画を行うとされ、司令官・参謀長以下ほとんどの人員は従来からあった東京警備司令部との兼任であった。管轄の範囲は東京警備司令部をはるかに超え、北海道を除く東日本に広く及んでいた。
司令部の所在地も東京警備司令部と同じである。しばらく麹町区九段1丁目の軍人会館で事務をとっていたが、1936年7月22日に麹町区隼町1丁目13番地の旧庁舎に移転した。10月29日に、麹町区代官町1番地に移転した。旧築城部本部跡である。

## 1937年の権限拡張
東部防衛司令官の権限は狭かったが、兼任の東京警備司令官は東京衛戍司令官であり、平時の警備については一定の指揮権を持っていた。1937年の東京警備司令部廃止にともない、昭和12年11月30日制定（12月1日公布・施行）の勅令第692号による衛戍令改定によって、その権限は東部防衛司令部に継承された。さらに、東京を中心とする数県に及ぶ第1師管については、警備の権限を持った。

## 官民合同の防空
東京警備司令部は、1933年（昭和8年）から関東防空演習という官民挙げての演習を実施していた。防空演習には陸海軍諸部隊も参加したが、民間からは東京市内の地区ごとに結成され、消火や救援活動にあたる防護団が参加した。防護団は市当局の下に置かれた民間団体だが、防空演習を通じて司令部が指導に関与した。東部防衛司令部は、1937年に『防護団員必携草案』という本を配布した。東京警備司令部廃止後に東部防衛司令官が関東防空演習の統監となった。1939年（昭和14年）に防護団が消防組と合同して警防団に発展解消してからもこれに関与し、同年4月に警防団教育訓練について「警防精神」や「防空必勝の信念」を求める「警防団教育の要望」を地方長官に送付した。
それより前、防空監視隊の設置にあたっては、1936年（昭和11年）に東部防空統制管区での服務規定を作成した。
1939年（昭和14年）には、詳細な「国民防空の防空計画設定の要領」を作成して配布した。防空法にもとづいて府県と市町村が作成する防空計画に、軍の考えを反映させるためである。

## 思想情勢の報告
東部防衛司令部は、管内の政治情勢を含め、外国人・台湾人・朝鮮人の団体、左翼・右翼団体と労働団体、政財界、言論界などの動向を噂まじりでまとめ、陸軍大臣に報告していた。
- 昭和13年度前半期警備情勢[11]
- 昭和13年度前半期思想情勢[12]
- 昭和13年後半期思想情勢[13]。
- 昭和14年前半期思想情勢[14]。

## 軍司令部に転換して廃止
1940年7月10日制定（13日公布）の昭和15年軍令陸第12号で軍司令部令が制定され、防衛司令部令は廃止された。これにともない東部防衛司令部も廃止され、代わりに東部軍司令部が置かれた。部隊なき司令部であった防衛司令部と異なり、軍司令部は管内の師団を隷下におさめた。警備に関する権限も第1師管に限らず広く及ぶようになった。

## 定員と人事

### 発足時の定員
1935年「昭和10年軍備改変要領細則」付表第14による
- 司令官　大将または中将1名（兼任）
- 参謀長　大佐1名（兼任）
- 参謀・司令部付　中佐または少佐1名（兼任）、少佐1名（兼任）、少佐または大尉1名（専任）、大尉2名（兼任）
- 下士官2名。うち1名は判任文官または曹長または軍曹、1名は砲兵または工兵の工長

### 歴代司令官と参謀長

#### 東部防衛司令官
- (兼) 西義一 大将：1935年（昭和10年）8月1日[17]  - 1935年（昭和10年）12月2日（東京警備司令官の兼職[17]）
- 香椎浩平 中将：1935年（昭和10年）12月2日 - 1936年（昭和11年）4月2日（東京警備司令官の兼職）
- 岩越恒一 中将：1936年（昭和11年）4月2日[18] - 1937年（昭和12年）8月2日（東京警備司令官の兼職）
- 中村孝太郎 中将：1937年（昭和12年）8月2日 - 1937年（昭和12年）11月30日（東京警備司令官の兼職）
- 中村孝太郎 中将：1937年（昭和12年）11月30日 - 1938年（昭和13年）6月23日
- 川岸文三郎 中将：1938年（昭和13年）6月23日 - 1939年（昭和14年）12月1日
- 稲葉四郎 中将：1939年（昭和14年）12月1日 - 1940年（昭和15年）8月1日（東部軍に改称）

#### 東部防衛参謀長
- (兼) 安井藤治 少将：1935年（昭和10年）8月1日[19] - 1937年（昭和12年）8月2日（東京警備参謀長の兼職）
- 吉本貞一 少将：1937年（昭和12年）8月2日 - 1937年（昭和12年）11月30日（東京警備参謀長の兼職）
- 吉本貞一 少将：1937年（昭和12年）11月30日 - 1938年（昭和13年）6月20日
- 中井良太郎 少将：1938年（昭和13年）7月15日- 1939年（昭和14年）3月9日
- 西村琢磨 少将：1939年（昭和14年）3月9日 - 1940年（昭和15年）8月1日（東部軍に改称）

### 各年の職員構成
以下では『職員録』によりある時点での司令部の構成を示す。下士官・軍属が載せられているときと略されているときがある。官職名の後につけた「*」は、東京警備司令部の同一官職との兼任を示す。

#### 1936年7月1日
昭和11年7月1日現在の『職員録』による。
- 司令官*　岩越恒一　中将　1935年8月1日から
  - 参謀長*　安井藤治　少将 
    - 参謀*　新井匡夫（まさお）　歩兵中佐（1935年8月1日から[21]）
    - 参謀*　福島久作　歩兵少佐　1934年12月10日から。兼任の東京警備司令部参謀として[22]。
    - 参謀*　藤井滝人　砲兵大尉
    - 副官*　須貝良民　歩兵少佐　1936年3月28日から。兼任の東京警備司令部参謀として[23]。
    - 副官*　牧野正民　騎兵大尉
    - 司令部付　浜田万（よろず）　工兵大尉
    - 司令部付*　山上和三　三等主計正
    - 橋本平治　一等電工長
    - 篠原砂雄　上等計手
    - 属　依田善一

#### 1937年1月1日
昭和12年1月1日現在の『職員録』による。
- 司令官*　岩越恒一　中将
  - 参謀長*　安井藤治　少将
    - 参謀*　新井匡夫　歩兵中佐
    - 参謀*　門脇幹衛　歩兵少佐
    - 参謀*　小川一郎　歩兵少佐
    - 参謀*　倉沢勤三郎　砲兵大尉
    - 参謀*　藤井滝人　砲兵大尉
    - 副官*　須貝良民　歩兵少佐
    - 副官*　芳賀信政　騎兵大尉
    - 司令部付　小川市蔵　工兵少佐
    - 司令部付　浜田万　工兵大尉
    - 司令部付*　山上和三　三等主計正

#### 1937年7月1日
昭和12年7月1日現在の『職員録』による。
- 司令官*　岩越恒一　中将
  - 参謀長*　安井藤治　少将
    - 参謀*　古閑健　歩兵中佐
    - 参謀*　門脇幹衛　歩兵少佐
    - 参謀*　小川一郎　歩兵少佐
    - 参謀*　倉沢勤三郎　砲兵大尉
    - 副官*　須貝良民　歩兵少佐
    - 副官*　芳賀信政　騎兵大尉
    - 司令部付　小川市蔵　工兵少佐
    - 司令部付　浜田万　工兵大尉
    - 司令部付*　山上和三　主計少佐
    - 司令部付　渡部巌雄 （階級は判読不能）
    - 司令部付　橋本平治　電工曹長
    - 属　佐藤政吉
    - 属　依田善一

#### 1938年7月1日
昭和13年7月1日現在の『職員録』による。
- 司令官　川岸文三郎　中将
  - 参謀長　吉本貞一 少将
    - 参謀　古閑健　歩兵大佐
    - 参謀　田中良三郎　歩兵中佐
    - 参謀　吉村芳次　騎兵少佐
    - 参謀　倉沢勤三郎　砲兵少佐
    - 副官　須貝良民　歩兵少佐
    - 副官　高木秀光　歩兵大尉
    - 部員　小川市蔵　工兵少佐
    - 部員　浜田万　工兵大尉
    - 部員　岡村通弘　憲兵大尉
    - 部員　木原友二　工兵少佐
    - 部員　沖源三郎　司法事務官
    - 司令部付　滝上浦治郎　主計少尉
    - 司令部付　深井三五郎　歩兵曹長
    - 司令部付　佐々木孝　主計曹長
    - 司令部付　西沢武夫　電工曹長
    - 司令部付　宮岡俊之　歩兵曹長
    - 司令部付　飯島喜雄　砲兵曹長
    - 司令部付　千葉清弥　歩兵軍曹
    - 属　安藤虎雄
    - 属　佐藤政吉
    - 属　依田善一

#### 1939年1月20日
昭和14年1月20日現在の『職員録』による。
- 司令官　川岸文三郎　中将
  - 参謀長　中井良太郎 少将
    - 参謀　宮下健一郎　歩兵大佐
    - 参謀　田中良三郎　歩兵中佐
    - 参謀　吉村芳次　騎兵少佐
    - 参謀　細川直知　騎兵大尉
    - 副官　須貝良民　歩兵少佐
    - 副官　高延隆雄　歩兵大尉
    - 部員　小川市蔵　工兵少佐
    - 部員　浜田万　工兵大尉
    - 部員　山田寿市　憲兵大尉
    - 部員　沖源三郎　司法事務官
    - 司令部付　藤懸末松　少将
    - 司令部付　山県諒（まこと）　砲兵少佐
    - 司令部付　藤堂常太郞　歩兵中尉
    - 司令部付　滝上浦治郎　主計中尉

#### 1939年7月1日
昭和14年7月1日現在の『職員録』による。
- 司令官　川岸文三郎　中将
  - 参謀長　西村琢磨　少将
    - 参謀　宮下健一郎　歩兵大佐
    - 参謀　田中良三郎　歩兵中佐
    - 参謀　吉村芳次　騎兵少佐
    - 参謀　細川直知　騎兵大尉
    - 副官　西勝男　歩兵中佐
    - 副官　高延隆雄　歩兵大尉
    - 部員　小川市蔵　工兵少佐
    - 部員　牧清彦　工兵大尉
    - 部員　山田寿一　憲兵大尉
    - 部員　沖源三郎　司法事務官
    - 司令部付　高橋常吉　少将
    - 司令部付　藤懸末松　少将
    - 司令部付　山県諒　砲兵少佐
    - 司令部付　滝上浦治郎　主計中尉
    - 司令部付　藤堂常太郞　歩兵中尉
    - 司令部付　佐々木孝　主計曹長
    - 司令部付　西沢武夫　電工曹長
    - 司令部付　宮岡俊之　歩兵曹長
    - 司令部付　飯島喜雄　砲兵曹長
    - 司令部付　千葉清弥　歩兵曹長
    - 司令部付　本島未□（判読不能）　歩兵軍曹
    - 属　安藤虎雄
    - 属　佐藤政吉
    - 属　依田善一

#### 1940年2月1日
昭和15年2月1日現在の『職員録』による。
- 司令官　稲葉四郎　中将
  - 参謀長　西村琢磨　少将
    - 参謀　落合甚九郎　航空兵大佐
    - 参謀　田中良三郎　歩兵中佐
    - 参謀　山本道義　砲兵少佐
    - 参謀　山内豊秋　歩兵大尉
    - 副官　西勝男　歩兵中佐
    - 副官　高延隆雄　歩兵大尉
    - 部員　小川市蔵　工兵少佐
    - 部員　牧清彦　工兵大尉
    - 部員　山田寿一　憲兵大尉
    - 部員　沖源三郎　司法事務官
    - 司令部付　上月良夫　中将
    - 司令部付　藤懸末松　少将
    - 司令部付　三輪□夫（□は判読不能）　砲兵大佐